# Roberto Merhi
Roberto Merhi (Castellón, 22 de março de 1991) é um automobilista espanhol.

## Carreira

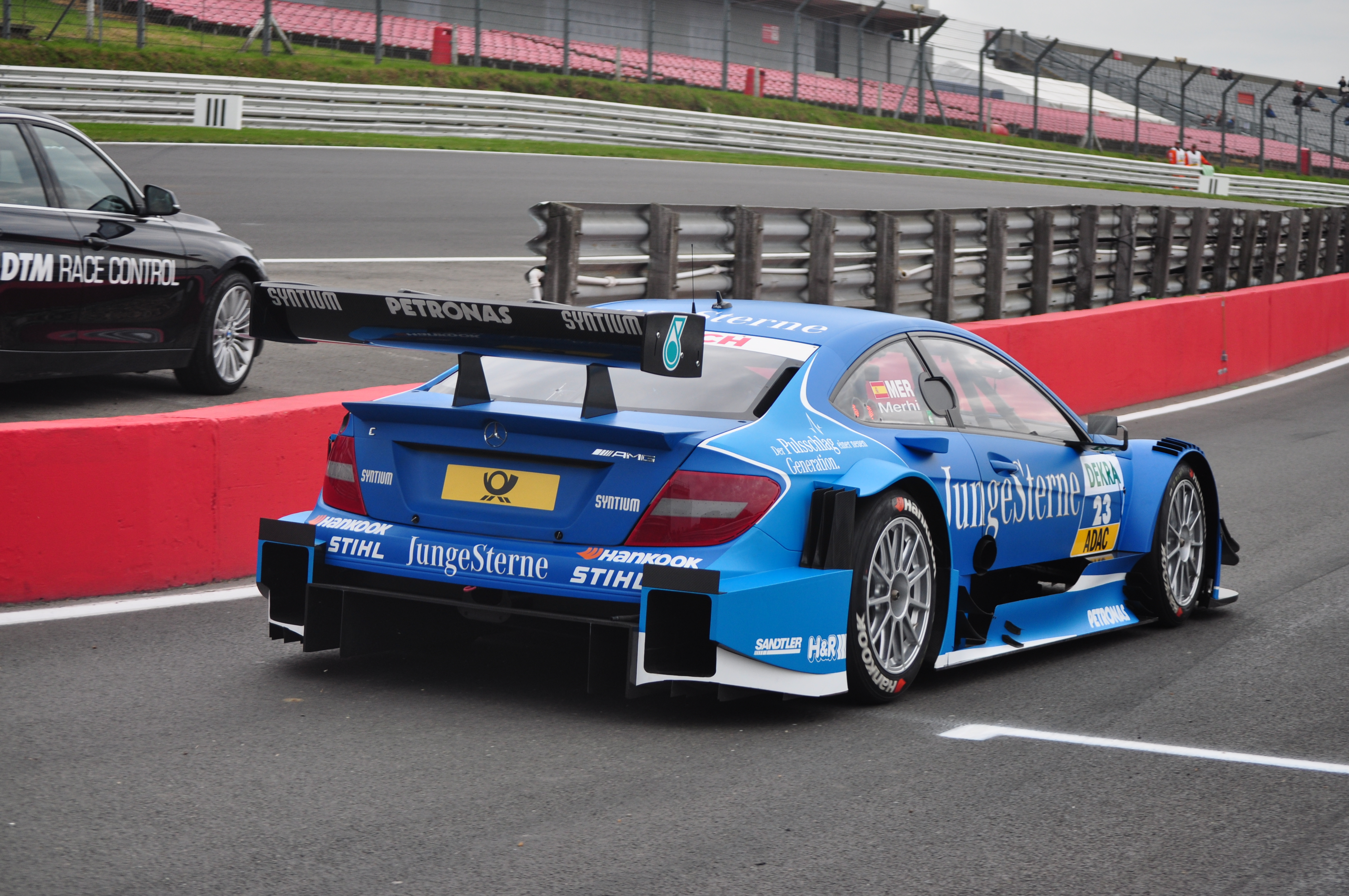
Merhi na DTM em 2012.

Disputou a Temporada da Fórmula Renault 2.0 Eurocup de 2008. Disputou a DTM em 2012 e 2013 pela Mercedes-Benz. Em 2018, ele pilotou para a MP Motorsport e Campos Vexatec Racing no Campeonato de Fórmula 2 da FIA.

### Fórmula 1

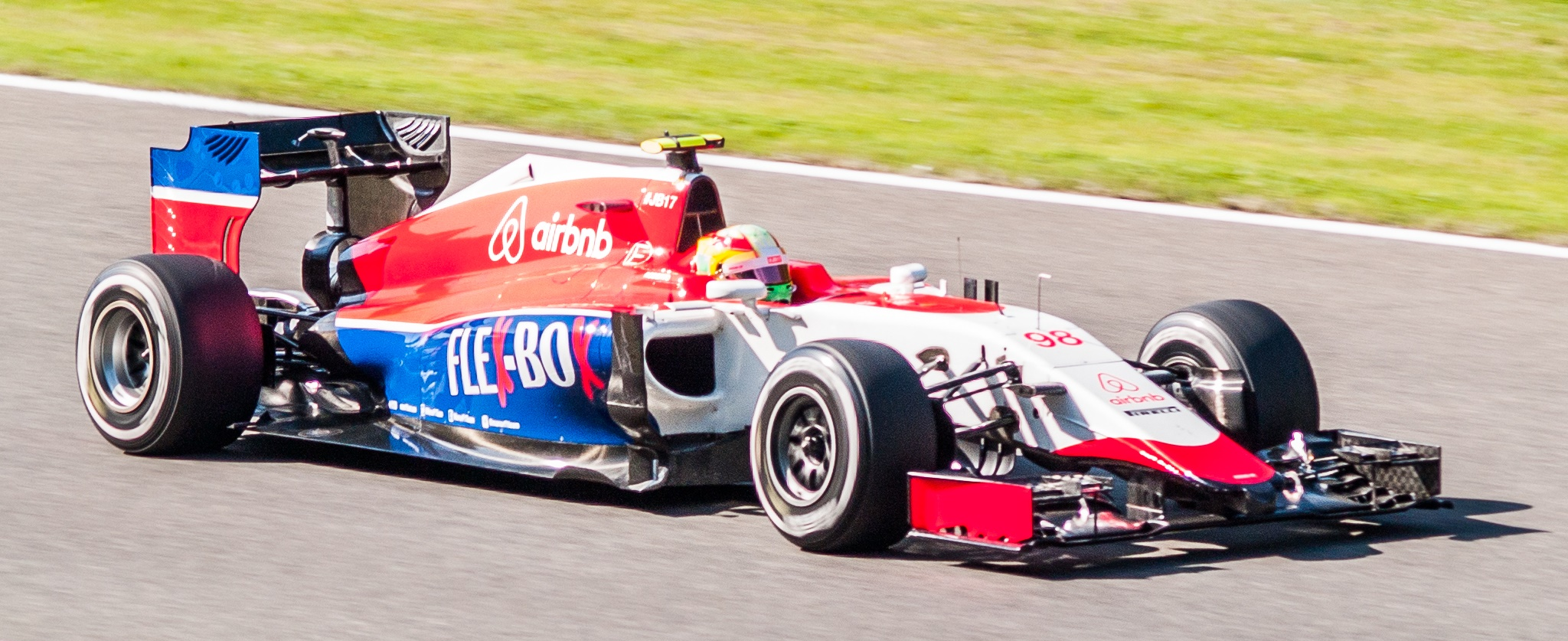
Merhi na Fórmula 1 em 2015.

Foi confirmado como segundo piloto da equipe Marussia a poucos dias do GP da Austrália de 2015, prova de abertura da temporada de 2015 de Fórmula 1. A Marussia esteve presente no circuito porém seus carros não participaram de nenhum treino e, por regulamento, não puderam participar da corrida. Estreou na prova seguinte, na Malásia. Nas últimas provas da temporada foi substituído por cinco etapas por Alexander Rossi.

### Fórmula E
Em abril de 2017, foi anunciado que Merhi se juntaria à Fórmula E na quarta temporada. Porém, ele não assinou com nenhuma equipe. Com Merhi ingressando na Fórmula E somente em abril de 2023, participando do teste de pilotos novatos em Berlim com a equipe Mahindra Racing. Em maio de 2023, foi confirmado que ele substituiria Oliver Rowland no ePrix de Jacarta de 2023. Com contrato para apenas três corridas, foi confirmado que ele competiria o restante da temporada com a equipe. Merhi não foi contratado pela equipe para a temporada 2023-24.

## Resultados na Fórmula 1[9]
| Anoa | Equipe                 | Chassis       | Motor          | 1      | 2      | 3      | 4      | 5      | 6      | 7       | 8      | 9      | 10     | 11     | 12     | 13  | 14  | 15     | 16  | 17  | 18  | 19     | Pontos | Posição  |
| ---- | ---------------------- | ------------- | -------------- | ------ | ------ | ------ | ------ | ------ | ------ | ------- | ------ | ------ | ------ | ------ | ------ | --- | --- | ------ | --- | --- | --- | ------ | ------ | -------- |
| 2015 | Manor Marussia F1 Team | Marussia MR03 | Ferrari 1.6 V6 | AUS NP | MAL 15 | CHN 16 | BHR 17 | ESP 18 | MON 16 | CAN Ret | AUT 14 | GBR 12 | HUN 15 | BEL 15 | ITA 16 | SIN | JAP | RUS 13 | EUA | MEX | BRA | EAU 19 | 0      | NC (19º) |

## 24 Horas de Le Mans[10]
| Ano  | Equipe             | Nº | Co-Pilotos                  | Chassi                 | Pneus | Classe        | Voltas | Posição Geral | Posição Na Categoria |
| Ano  | Equipe             | Nº | Co-Pilotos                  | Motor                  | Pneus | Classe        | Voltas | Posição Geral | Posição Na Categoria |
| ---- | ------------------ | -- | --------------------------- | ---------------------- | ----- | ------------- | ------ | ------------- | -------------------- |
| 2016 | Manor              | 44 | Tor Graves Matthew Rao      | Oreca 05               | D     | LMP2          | 283    | DNF           | DNF                  |
| 2016 | Manor              | 44 | Tor Graves Matthew Rao      | Nissan VK45DE 4.5 L V8 | D     | LMP2          | 283    | DNF           | DNF                  |
| 2020 | Eurasia Motorsport | 35 | Nick Foster Nobuya Yamanaka | Ligier JS P217         | M     | LMP2          | 351    | 18º           | 14º                  |
| 2020 | Eurasia Motorsport | 35 | Nick Foster Nobuya Yamanaka | Gibson GK428 4.2 L V8  | M     | LMP2          | 351    | 18º           | 14º                  |
| 2021 | G-Drive Racing     | 25 | Rui Andrade John Falb       | Aurus 01               | G     | LMP2 (Pro-Am) | 108    | DNF           | DNF                  |
| 2021 | G-Drive Racing     | 25 | Rui Andrade John Falb       | Gibson GK428 4.2L V8   | G     | LMP2 (Pro-Am) | 108    | DNF           | DNF                  |